# Parathylactus
Parathylactus is een kevergeslacht uit de familie van de boktorren (Cerambycidae). De wetenschappelijke naam van het geslacht werd voor het eerst geldig gepubliceerd in 1941 door Breuning & de Jong.

## Soorten
Parathylactus omvat de volgende soorten:
- Parathylactus dorsalis (Gahan, 1890)
- Parathylactus sumatranus Breuning & de Jong, 1941